# Glochidion benthamianum
Glochidion benthamianum är en emblikaväxtart som beskrevs av Karel Domin. Glochidion benthamianum ingår i släktet Glochidion och familjen emblikaväxter. Inga underarter finns listade i Catalogue of Life.